# Monica Hughes
Monica Hughes, född 3 november 1925 i Liverpool, England, död 7 mars 2003, var en kanadensisk barnboksförfattare. 
Hon gick i skola i London och på universitet i Edinburgh. Under andra världskriget ingick hon i Women's Royal Naval Service. Hon har arbetat i Sydrhodesia (nuvarande Zimbabwe) och flyttade 1952 till Kanada.  
Hughes invaldes år 2001 i Kanadaorden med officersgrad med motiveringen att hon är en av Kanadas mest välkända barn- och ungdomsboksförfattare, med hjältemodiga protagonister, fascinerande miljöer och finkänslig konfliktlösning.

## Isistrilogin
Science fiction trilogin om den fiktiva planeten Isis handlar om mötet mellan flickan Olwen och nyanlända från Jorden. Den första boken är Isis - hotad planet, på engelska The Keeper of the Isis Light.
Sedan sina föräldrars bortgång, bor Olwen ensam vid den galaktiska navigationsfyren med roboten Värnaren och husdjuret Hobbit. När hon fyller 16 år, berättar Värnaren till hennes bestörning att jordmänniskor snart kommer till Isis. På grund av att Olwen växt upp så isolerat och inte har utvecklat immunförsvar mot farliga mikrober, kräver Värnaren att hon måste bära skyddsmask när hon möter dem. När hon möter de nyanlända, blir jordpojken Mark fascinerad av Olwen. Han vill se hur hon ser ut under skyddskläderna, men Värnaren förbjuder detta. Trots det får Mark se Olwen utan mask, vilket chockar honom så att han faller och blir svårt skadad. Värnaren måste erkänna att han genetiskt modifierat Olwen för att överleva på Isis och att hon inte längre liknar andra människor.
Året 2000, tjugo år efter utgivningen av den första engelskspråkiga utgåvan, belönades Keeper of the Isis Light med Phoenix-priset. Priset delas ut den ideella föreningen Children's Literature Association till "utmärkta barnböcker" som inte uppmärksammades vid publicering.

## Böcker på svenska
- Isis - hotad planet, 1984, översättning Rebecca Alsberg (The keeper of the Isis light)
- Makten över Isis, 1985 (The guardian of Isis)
- Inkräktare på Isis, 1986 (The Isis pedlar)
- Hemligheten på vinden, 1988 (My name is Paula Popowich!)
- Vinterskuggans land, 1988 (Ring-rise, ring-set)
- Havsfolkets dotter, 1989 (Crisis on Conshelf Ten)
- Rymmare, 1989 (Log Jam)
- Rymdfällan, 1991 (Space trap)
- Lille Fingertopp : en japansk folksaga återberättad av Monica Hughes ; illustrerad av Brenda Clark, 1992 (Little Fingerling)
- Jakt i natten, 1992 (Hunter in the dark)
- Ett hål i himlen, 1994 (The crystal drop)
- Mardrömmarnas slott, 1997 (Castle Tourmandyne)
- Den åttonde flickan, 1998 (The seven magpies)

Läs mera om Monica Hughes i Författare & illustratörer för barn och ungdom, del 4.